# 巴斯克宫
巴斯克宫位于西班牙巴斯克自治区毕尔巴鄂的阿万多区，在毕尔巴鄂河口旁边。靠近毕尔巴鄂古根海姆美术馆。这里曾经是巴斯克造船厂的一部分。
它是由建筑师 Federico Soriano 和 Dolores Palacios 设计，于1994年开始建造，1999 年2月落成，用作会议中心、歌剧院和音乐厅。组织和举办各种活动，包括文化、政治、商业、学术和社会活动。楼内主礼堂有2164个座位，可上演话剧、芭蕾、音乐会、歌剧等， 楼内设有储藏室、更衣室、排练室。2003年，国际会议宫协会将其评为世界最佳会议中心。该建筑还获得了 Enric Miralles 奖。
该建筑通过电车、毕尔巴鄂地铁1号线和 2 号线以及小火车（Cercanías）C1 和 C2 线与城市的其他地方相连。它位于市中心，BAO 等活动备受推崇。ABAO 歌剧季是这座建筑的一大盛事。成立于 1920 年毕尔巴鄂交响乐团 (BOS) 也设于此处。

## 表演和其他设施
- 礼堂，有 2,164 个座位，用于举办毕尔巴鄂歌剧之友协会（Asociación Bilbaína de Amigos de la Ópera /ABAO ）和毕尔巴鄂交响乐团的多种类型的音乐会。它拥有欧洲所有剧院中最大的舞台，面积达 1,770 平方米。
- 剧院 有 614 个座位。这是最重要的地方，举行几次会议和活动。它可直接通往展厅，并具有出色的音响效果。由于这种出色的音响效果，这个房间可以举办不同的表演和音乐活动。[1]
- 四间会议室，座位数分别为：270、230、130和103。
- 其他八间会议室
- 新闻发布室
- 两家餐厅：其中之一，Etxanobe，是一家米其林星级餐厅。 [1]
- 展厅：这个空间有4200平方米。这个空间通常分为两个大厅，用于举办活动、展览、音乐会或集市。开放空间提供了更多的设施来组织不同的活动。[1]
- 购物廊街。